# Giro del Mendrisiotto
El Giro del Mendrisiotto es una carrera ciclista suiza disputada en Mendrisio, en el Cantón del Tesino. Creada en 1933, estuvo reservada a amateurs hasta 1996. 
De 2002 a 2004 formó parte del calendario sub-23 de la UCI. Desde la creación de los Circuitos Continentales UCI formó parte del UCI Europe Tour, en categoría 1.2 (última categoría del profesionalismo), antes de convertirse en una carrera nacional (amateur) en 2010.

## Palmarés
| Año  | Ganador              | Segundo            | Tercero              |
| ---- | -------------------- | ------------------ | -------------------- |
| 1933 | Enrico Gerosa        |                    |                      |
| 1934 | Fausto Introzzi      |                    |                      |
| 1935 | Arturo Maestrani     |                    |                      |
| 1936 | Fermo Radaelli       |                    |                      |
| 1937 | Fermo Radaelli       |                    |                      |
| 1938 | Walter Diggelmann    |                    |                      |
| 1939 | Ernesto Kuhn         |                    |                      |
| 1947 | Franco Fanri         |                    |                      |
| 1949 | Remo Pianezzi        |                    |                      |
| 1950 | Hans Pfenninger      |                    |                      |
| 1951 | Rino Benedetti       |                    |                      |
| 1952 | Fausto Lurati        |                    |                      |
| 1953 | Attilio Moresi       |                    |                      |
| 1954 | Vittorio Mazzuchelli |                    |                      |
| 1955 | Armando Ceroni       |                    |                      |
| 1956 | Adriano De Gasperi   |                    |                      |
| 1957 | Alfred Rüegg         |                    |                      |
| 1958 | Giancarlo Poiano     |                    |                      |
| 1959 | Arturo Sabadin       |                    |                      |
| 1960 | Rolf Maurer          |                    |                      |
| 1961 | Jean Jourden         |                    |                      |
| 1962 | Robert Hintermüller  |                    |                      |
| 1963 | Fatton Gilbert       |                    |                      |
| 1964 | Hans Luethi          |                    |                      |
| 1965 | Hans Luethi          |                    |                      |
| 1966 | Vladimiro Palazzi    |                    |                      |
| 1967 | Walter Richard       |                    |                      |
| 1968 | Arthur Schlatter     |                    |                      |
| 1969 | Franco Maietti       |                    |                      |
| 1970 | Germano Mignami      |                    |                      |
| 1971 | Josef Fuchs          |                    |                      |
| 1972 | Xaver Kurmann        |                    |                      |
| 1973 | Robert Thalmann      |                    |                      |
| 1974 | Ivan Schmid          |                    |                      |
| 1975 | Roland Schär         |                    |                      |
| 1976 | Gabriele Mirri       |                    |                      |
| 1977 | Gilbert Glaus        |                    |                      |
| 1978 | Stefan Mutter        |                    |                      |
| 1979 | Kurt Ehrensberger    |                    |                      |
| 1980 | Gilbert Glaus        |                    |                      |
| 1981 | Gilbert Glaus        |                    |                      |
| 1982 | Jürg Bruggmann       |                    |                      |
| 1983 | Richard Trinkler     |                    |                      |
| 1984 | Benno Wiss           |                    |                      |
| 1985 | Thomas Wegmüller     |                    |                      |
| 1986 | Stephen Hodge        |                    |                      |
| 1987 | Daniel Huwyler       |                    |                      |
| 1988 | Scott Sunderland     |                    |                      |
| 1989 | Barney Saint Georges |                    |                      |
| 1990 | Pascal Jaccard       |                    |                      |
| 1991 | Daniel Huwyler       |                    |                      |
| 1992 | Serguei Outschakov   |                    |                      |
| 1993 | Christian Andersen   |                    |                      |
| 1994 | Peter Luttenberger   |                    |                      |
| 1995 | Ralph Gartmann       |                    |                      |
| 1996 | Salvatore Commesso   | Nicolaj Bo Larsen  | Felice Puttini       |
| 1997 | Beat Zberg           | Danilo Di Luca     | Mauro Radaelli       |
| 1998 | Felice Puttini       | Romāns Vainšteins  | Markus Zberg         |
| 1999 | Valentino Fois       | Luca Paolini       | Guido Trentin        |
| 2000 | Felice Puttini       | Patrick Calcagni   | Pietro Pellizzotti   |
| 2001 | Alexandre Moos       | Bert Grabsch       | Massimo Donati       |
| 2002 | Ruslan Gryschenko    | Giairo Ermeti      | Mariusz Wiesiak      |
| 2003 | Mariusz Wiesiak      | Mauro Santambrogio | Laurent Mangel       |
| 2004 | Giuseppe De Maria    | Carl Naibo         | Andrij Pryschtschepa |
| 2005 | Michele Maccanti     | Daniel Contrini    | Mauro Santambrogio   |
| 2006 | Daniele De Paoli     | Adam Hansen        | Ivan Fanelli         |
| 2007 | Andreas Dietziker    | Luca Solari        | Emanuele Bindi       |
| 2008 | Eddy Serri           | Enrico Rossi       | Wesley Sulzberger    |
| 2009 | Ignatas Konovalovas  | Daniele Callegarin | Péter Kusztor        |
| 2010 | Andreas Dietziker    | Péter Kusztor      | Michael Bär          |
| 2011 | Mirco Saggiorato     | Nicolas Schnyder   | Jonathan Fumeaux     |
| 2012 | Marcel Aregger       | Claudio Imhof      | Matteo Azzolini      |

## Palmarés por países
| País      | Victorias |
| --------- | --------- |
| Suiza     | 48        |
| Italia    | 13        |
| Australia | 3         |
| Ucrania   | 2         |
| Dinamarca | 1         |
| Francia   | 1         |
| Lituania  | 1         |
| Alemania  | 1         |
| Austria   | 1         |
| Polonia   | 1         |